# Ganspan
Ganspan is een dorp gelegen in de gemeente Phokwane in de Zuid-Afrikaanse provincie Noord-Kaap.